# Bosbeswitvlekmot
De bosbeswitvlekmot (Incurvaria oehlmanniella) is een dagactieve nachtvlinder uit de familie van de witvlekmotten (Incurvariidae). De spanwijdte van de vlinder bedraagt tussen de 12 en 16 millimeter.

## Waardplanten
De bosbeswitvlekmot heeft blauwe bosbes, kruipbraam, Swida en Prunus als waardplanten. De jonge rups mineert, de oudere rups laat zich op de grond vallen en eet van dood blad. Het leeft en verpopt dan in een van blad gemaakt zakje.

## Voorkomen in Nederland en België
De bosbeswitvlekmot is in Nederland en in België een niet zo algemene soort, die verspreid over het hele gebied kan worden gezien. De soort kent één generatie, die vliegt van april tot in juli.